# Río Cidlina
El Cidlina es un río de la República Checa, afluente derecho del río Elba. Fluye principalmente a través de las regiones de Hradec Králové y Bohemia Central. Tiene una longitud de 87,3 km.

## Etimología
Según una teoría, el nombre del río es de origen celta y estaba compuesto por las palabras sīd(o) (que significa "calma" o "paz") y lèana (que significa "prado húmedo"). Según otra teoría, el nombre proviene del adjetivo protoeslavo cědlá, que significa "claro", "limpio".

## Característica

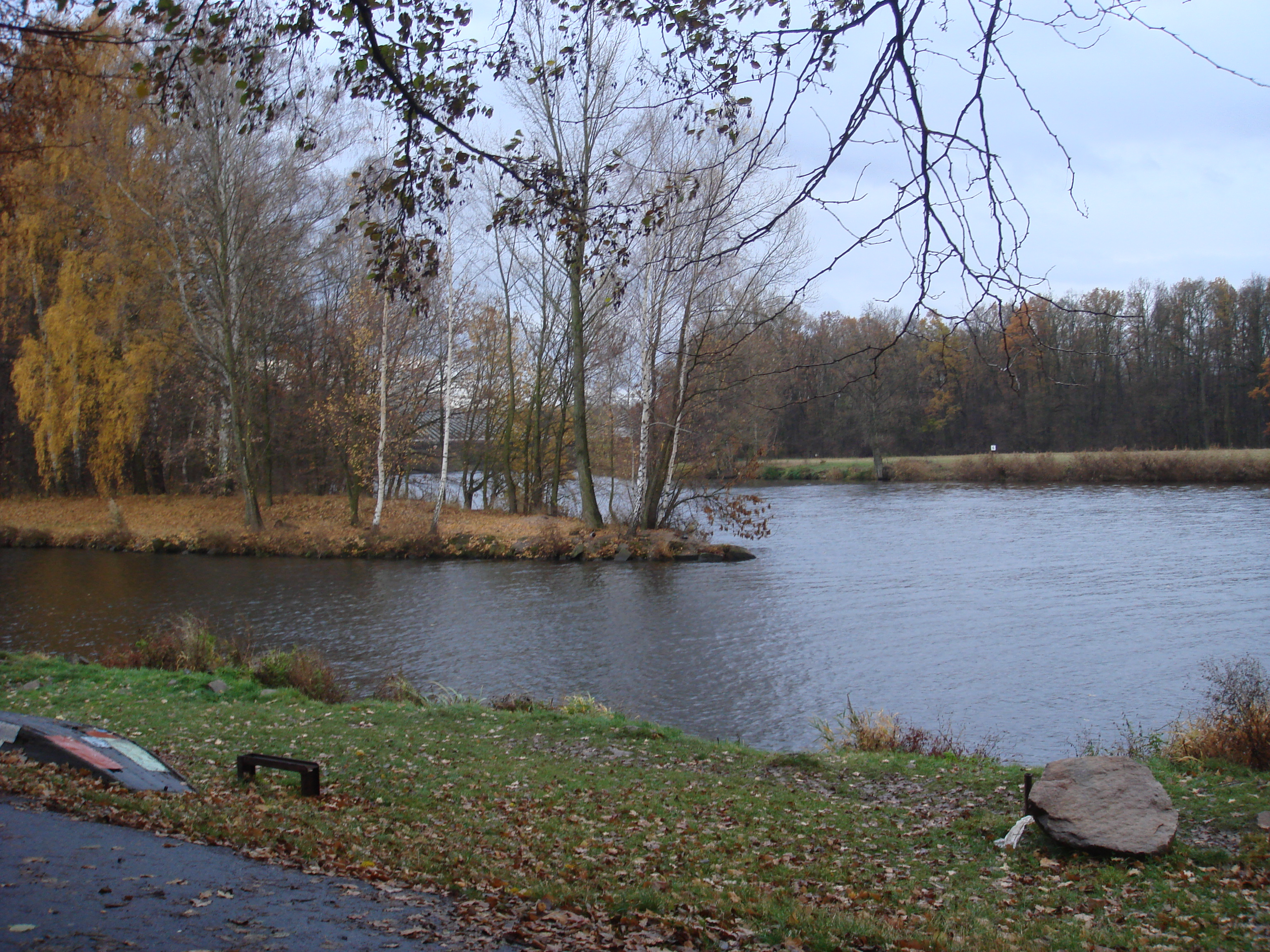
Confluencia del Cidlina (frente) y el Elba

El Cidlina nace en el territorio de Lomnice nad Popelkou, en la cresta Ještěd-Kozákov, a una altitud de 563 m y fluye hacia Libice nad Cidlinou, donde desemboca en el río Elba a una altitud de 186 metros. Aproximadamente 1,5 km al sur del manantial principal se encuentra el manantial secundario del Cidlina. El río tiene una longitud de 225,9 km. Su cuenca de drenaje tiene una superficie de 1.164,5 km2.
Los afluentes más largos del Cidlina son:
| Afluente       | Longitud (km) | En el kilómetro del río | Lado      |
| -------------- | ------------- | ----------------------- | --------- |
| Bystřice       | 62,7          | 29.0                    | izquierda |
| Javorka        | 39.1          | 44.4                    | izquierda |
| Úlibický potok | 17,5          | 66,8                    | izquierda |

## Asentamientos
El asentamiento más notable en el río es la ciudad de Jičín. El río atraviesa los municipios de Železnice, Jičín, Vitiněves, Slatiny, Žeretice, Vysoké Veselí, Smidary, Skřivany, Nový Bydžov, Mlékosrby, Chlumec nad Cidlinou, Olešnice, Žiželice, Choťovice, Žehuň, Dobšice, Sány, Opolany y Libice nad Cidlinou .

## Cuerpos de agua

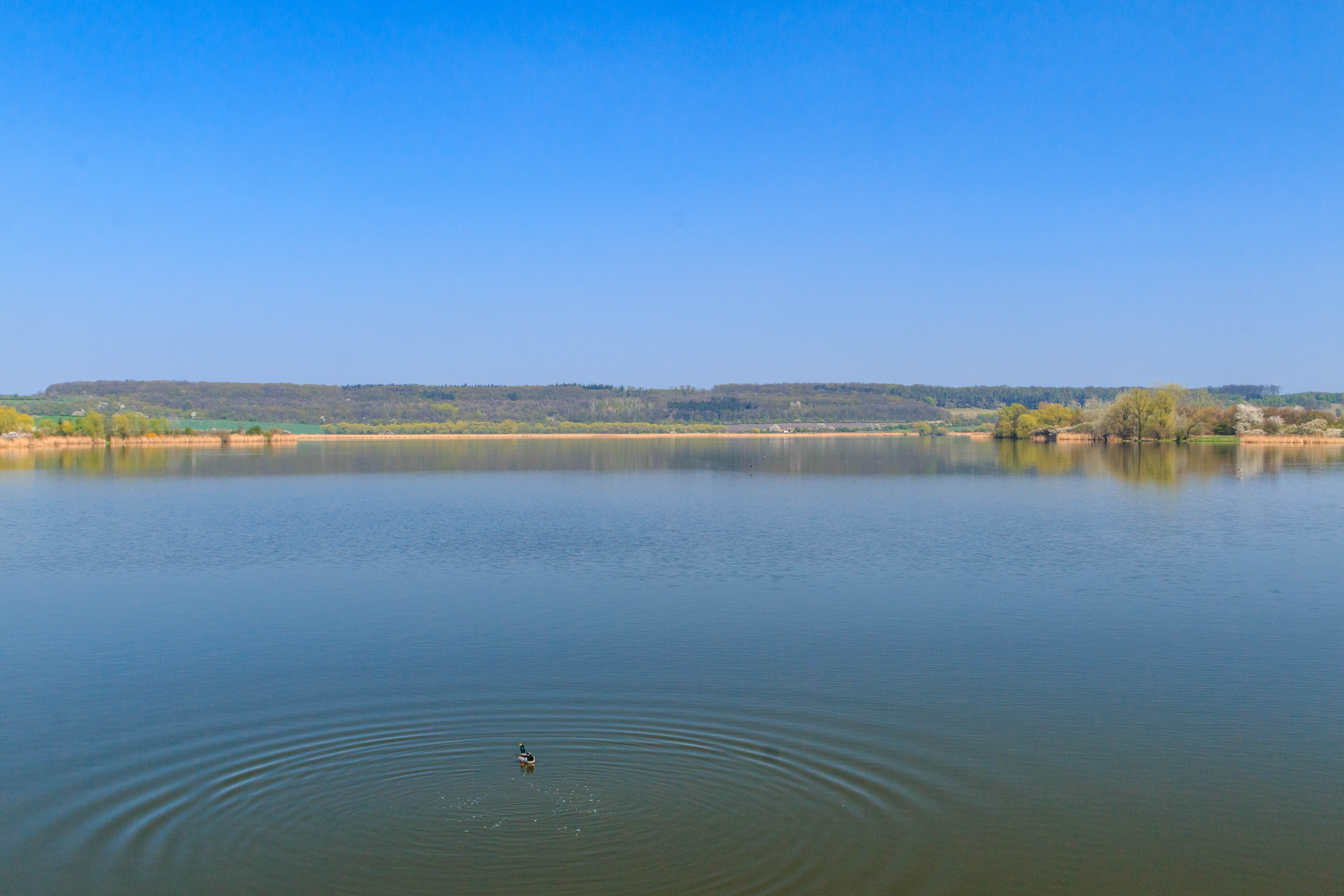
Embalse de Žehuňský

La mayor masa de agua del Cidlina y de toda su cuenca es el embalse de Žehuňský, con una superficie de 173 ha. En la cuenca hay 126 masas de agua de más de 1 ha.

## Protección de la naturaleza
En el curso alto del río hay un extenso monumento natural llamado Javorka a Cidlina - Sběř. Tiene una superficie de 272,9 ha y, además del cauce del Cidlina, abarca también el lecho del curso bajo del Javorka y algunas zonas de las orillas del Cidlina. El motivo de la protección es garantizar una población estable de especies vegetales y animales especialmente protegidas, sobre todo el mejillón de río de concha gruesa, la hormiguera oscura, la nutria euroasiática y la cola de serpiente verde.
La zona del embalse de Žehuňský y sus alrededores está protegida como Monumento Natural Nacional Žehuňský rybník. Tiene una superficie de 301.6 ha. Las especies en peligro de extinción que se encuentran aquí incluyen el caracol verticilo de boca estrecha y varias especies raras del género Taraxacum ( bavaricum, pauckertianum e irrigatum ).
El manantial secundario del Cidlina se encuentra en el monumento natural Jezírko pod Táborem con una superficie de 0.3 ha. Se trata de un pequeño estanque de turba con población de drosera de hojas redondas.

## Turismo
El Cidlina es apta para el turismo fluvial. alrededor de 76 kilómetros del río es navegable. Su flujo tranquilo lo hace adecuado para palistas principiantes.